# Melicope sessilis
Melicope sessilis är en vinruteväxtart som först beskrevs av H.Lev., och fick sitt nu gällande namn av T.G. Hartley & B.C.Stone. Melicope sessilis ingår i släktet Melicope och familjen vinruteväxter. Inga underarter finns listade i Catalogue of Life.